# Adam Gemili
Adam Gemili (persiska: آدام جمیلی), född den 6 oktober 1993, är en engelsk/brittisk friidrottare (sprintlöpare). Gemili har vunnit fyra EM-guld och ett VM-guld.

## Bakgrund
Gemili har iranskt och marockanskt påbrå. Gemili spelade fotboll fram till 2012. Som ungdomsspelare tillhörde Gemili Chelsea under sju säsonger och Reading en säsong.. Efter ungdomsåren spelade Gemili för Dagenham & Redbridge och Thurrock.

## Friidrottskarriär
Gemili blev juniorvärldsmästare 2012 på 100 meter. Segertiden 10,05 var nytt mästerskapsrekord. Samma år deltog Gemili i London-OS. På 100 meter slutade Gemili trea i sin semifinal och missade OS-finalen med knapp marginal. I VM 2013 noterade Gemili 19,98 i semifinalen på 200 meter, varmed han blev andre britt (efter John Regis) och tredje tonåring (efter Usain Bolt och Alonso Edwards) att löpa under 20 sekunder. I finalen slutade Gemili på femte plats, endast fyra hundradelssekund från bronsmedaljen. Gemili löpte även startsträckan i det brittiska stafettlaget över 4 x 100 meter. Laget gick i mål som bronsmedaljörer (på tiden 37,80) men blev diskvalificerade p.g.a. överväxling.
I Samväldesspelen 2014 i Glasgow i Skottland vann Gemili silver på 100 meter, en tiondelssekund bakom Jamaicas Kemar Bailey-Cole. Gemili var även startman i det engelska stafettlaget som vann silver på 4 x 100 meter. Senare samma sommar blev Gemili europamästare på 200 meter efter en utklassningsseger, 17 hundradelssekund före fransosen Christophe Lemaitre. Gemili blev vann även guld på korta stafetten, där han agerade slutman i det brittiska laget.
Vid OS 2016 i Rio de Janeiro var Gemili, liksom alla andra, chanslös mot Usain Bolt på 200 meter. Kanadensaren Andre De Grasse knep silvermedaljen knappt före en trio européer (fransmannen Lemaitre, Gemili och nederländaren Martina), som fick skiljas åt med tusendelar! Fransmannen tilldelades bronsmedaljen medan Gemili slutade på den försmädliga fjärdeplatsen. Gemili var även slutman i det brittiska stafettlaget som slutade femma i finalen.
Gemili misslyckades vid de brittiska VM-uttagningarna till London-VM 2017, varför han inte tävlade individuellt. Gemili deltog dock i det brittiska stafettlaget på 4 x 100 meter, som bestod av Chijindu Ujah, Gemili, Danny Talbot och Nethaneel Mitchell-Blake. Den ena favoriten Jamaica kom tidigt efter och bröt loppet då Usain Bolt skadade sig. Britterna besegrade den andra favoriten, Förenta staterna, efter en rafflande spurtduell. Segertiden 37,47 innebar en rejäl sänkning av Europarekordet från 37,73.

## Mästerskapsresultat
| Mästerskap    | År och plats        | Distans   | Placering   | Tid   | Anmärkning                                                                                      |
| ------------- | ------------------- | --------- | ----------- | ----- | ----------------------------------------------------------------------------------------------- |
| OS            | 2012 London         | 100 m     | sf (3/8)    | 10,06 |                                                                                                 |
| OS            | 2012 London         | 4 x 100 m | försök (DQ) | 37,93 | Det brittiska laget vann sitt försökslopp men diskades p.g.a. överväxling.                      |
| VM            | 2013 Moskva         | 200 m     | 5           | 20,08 | PB 19,98 i semifinal.                                                                           |
| VM            | 2013 Moskva         | 4 x 100 m | DQ          | 37,93 | Det brittiska laget gick i mål som trea i finalen men blev diskvalificerade p.g.a. överväxling. |
| Samväldesspel | 2014 Glasgow        | 100 m     | 2           | 10,10 |                                                                                                 |
| Samväldesspel | 2014 Glasgow        | 4 x 100 m | 2           | 38,02 |                                                                                                 |
| EM            | 2014 Zürich         | 200 m     | 1           | 19,98 |                                                                                                 |
| EM            | 2014 Zürich         | 4 x 100 m | 1           | 37,93 |                                                                                                 |
| OS            | 2016 Rio de Janeiro | 200 m     | 4           | 20,12 |                                                                                                 |
| OS            | 2016 Rio de Janeiro | 4 x 100 m | 5           | 37,98 |                                                                                                 |
| VM            | 2017 London         | 4 x 100 m | 1           | 37,47 |                                                                                                 |

## Personliga rekord
| Distans   | Tid (vind)   | Plats                      | Datum            | Anmärkning                              |
| --------- | ------------ | -------------------------- | ---------------- | --------------------------------------- |
| 100 m     | 9,97 (+2,0)  | Birmingham, Storbritannien | 7 juni 2015      |                                         |
| 200 m     | 19,97 (+0,8) | Bryssel, Belgien           | 9 september 2016 |                                         |
| 4 x 100 m | 37,47        | London, Storbritannien     | 12 augusti 2017  | Ujah, Gemili, Talbot och Mitchell-Blake |